# Albert Londres
Albert Londres (Vichy, 1 de noviembre de 1884 - Golfo de Adén, 16 de mayo de 1932) fue un escritor y periodista francés. Fue uno de los fundadores del periodismo de investigación, crítico de los abusos del colonialismo y las prisiones de trabajos forzados. Albert Londres dio su nombre a un premio del periodismo francés.
Falleció el 16 de mayo de 1932 en el incendio del paquebote francés Georges Philippar en el Golfo de Adén, junto con otras 53 personas.

## Cátedra Albert Londres
El 29 de noviembre de 2012, la Escuela de Comunicación Social de la Universidad del Valle (Cali, Colombia), da inicio a la Cátedra de Reportaje “Albert Londres”, que busca promover la formación, debate y reflexión permanente de estudiantes y profesores del Programa Académico de Comunicación Social y de áreas afines como las artes y humanidades, en la cual se puedan abordar temáticas en este campo específico del saber como parte inherente a la libertad de expresión y al derecho a la información.

## Obras
Poesía
- Suivant les heures, 1904
- L'Âme qui vibre, 1908
- Le poème effréné incluye Lointaine y La marche à l'étoile", 191

Reportajes e Investigaciones periodísticas
- Au bagne (1923)
- Dante n'avait rien vu (1924)
- Chez les fous (1925)
- La Chine en folie (1925)
- Le Chemin de Buenos Aires (1927)
- Los misterios de la trata de blancas en Buenos Aires. Editorial El Ombú (192?)
- Marseille, porte du sud (1927)
- Figures de nomades (1928)
- L'Homme qui s'évada (1928)
- Terre d'ébène (1929)
- Le Juif errant est arrivé (1930)
- Pêcheurs de perles (1931)
- Les Comitadjis ou le terrorisme dans les Balkans (1932)
- Histoires des grands chemins (1932)
- Mourir pour Shanghai (1984, textos sobre la Segunda Guerra Sino-Japonesa en 1932)
- Si je t'oublie, Constantinople (1985, textos sobre la guerra en los Dardanelos en 1915-17)
- En Bulgarie (1989)
- D'Annunzio, conquérant de Fiume (1990)
- Dans la Russie des soviets (1996)
- Les forçats de la route / Tour de France, tour de souffrance (1996)
- Contre le bourrage de crâne (1997)
- Visions orientales (2002, textos sobre Japón y China de 1922)